# Willem Boerdam
Willem Boerdam (Vlaardingen, 2 november 1883 – Rotterdam, 7 november 1966) was een Nederlands voetballer die doorgaans als linksbinnen en later rechtshalf speelde.
Boerdam kwam van 1904 tot 1912 uit voor het eerste van Sparta Rotterdam. Hij speelde in 1909 en 1910 tweemaal in het Nederlands voetbalelftal. Ook kwam hij uit voor het Westelijk-, Zwaluwen- en Rotterdams elftal. Hij had de bijnaam Willem de Springer omdat hij veel aan atletiek gedaan had en veel voetbaltrucs deed op het veld.